# Cassidy Hutchinson

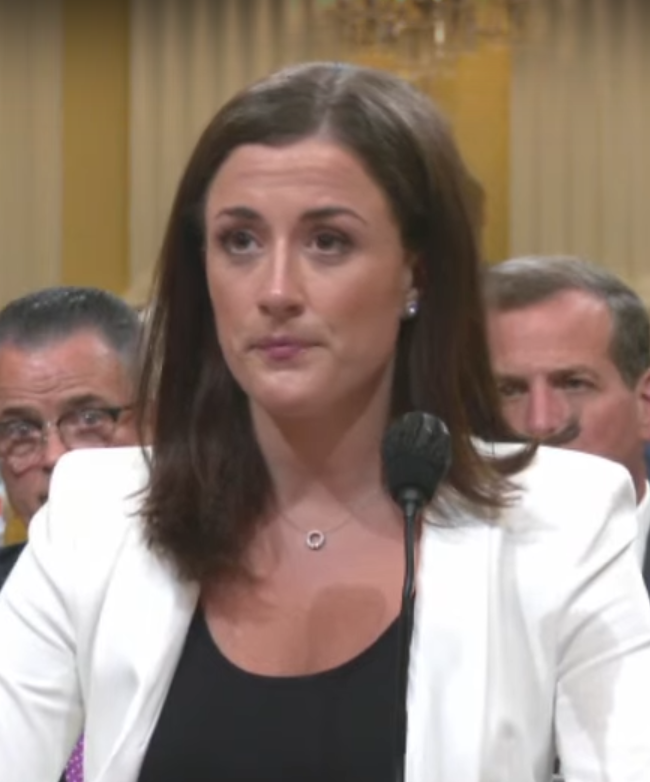
Cassidy Hutchinson (2022)

Cassidy Jacqueline Hutchinson (* 1996 in Pennington, New Jersey) ist eine US-amerikanische ehemalige Mitarbeiterin des Weißen Hauses. Sie war Assistentin von Stabschef Mark Meadows während der Präsidentschaft von Donald Trump. Hutchinson sagte bei den öffentlichen Anhörungen des Untersuchungsausschusses des Repräsentantenhauses zu den Ereignissen vom 6. Januar 2021 aus.

## Werdegang
Hutchinson wuchs in Pennington, New Jersey auf und besuchte bis 2015 die Hopewell Valley Central High School. Danach studierte sie Politikwissenschaft an der Christopher Newport University und schloss 2019 mit einem Bachelor of Arts ab. Noch während des Studiums arbeitete sie in den Semesterferien als Mitarbeiterin in den Büros der republikanischen Politiker Ted Cruz (2016) und Steve Scalise (2017) in Washington. Im Sommer 2018 begann sie als zuerst zeitweise und später festangestellte Mitarbeiterin im White House Office of Legislative Affairs. Als Mark Meadows im März 2020 von Präsident Trump zum Stabschef berufen wurde, stellte Meadows sie als seine Mitarbeiterin ein.

## Öffentliche Aussage vor dem Repräsentantenhaus
Einer breiten Öffentlichkeit bekannt wurde Hutchinson durch ihre Aussage im Juni 2022 vor dem Ausschuss zur Aufarbeitung der Erstürmung des Kapitols vom 6. Januar 2021. Laut ihrer Aussage wusste Präsident Trump vorab von möglicher Gewalt an diesem Tag und wollte trotz Sicherheitsbedenken seiner Personenschützer selbst zum Kapitol fahren. Er habe gewusst, dass die Demonstranten bewaffnet waren. Unter Berufung auf Meadows sagte sie, Trump sei der Ansicht gewesen, Vizepräsident Pence habe die Attacken gegen seine Person – „hang Mike Pence“ – verdient. Laut ihrer Aussage soll Rudy Giuliani schon vier Tage zuvor, am 2. Januar, gesagt haben „Wir gehen zum Capitol, der Präsident wird dort sein, es wird großartig.“

## Werke
- Enough. Simon & Schuster, New York 2023, ISBN 978-1-668-02828-5.

In ihrem im September 2023 erschienenen Buch mit dem Titel „Enough“ fand CNN einen noch chaotischeren Zustand im Weißen Haus beschrieben als während ihrer Anhörungen. Hutchinson beschuldigt darin zudem Rudy Giuliani, sie während der Rede von Donald Trump am 6. Januar hinter der Bühne begrapscht zu haben.